# Phantia ramana
Phantia ramana är en insektsart som beskrevs av Dlabola 1965. Phantia ramana ingår i släktet Phantia och familjen Flatidae. Inga underarter finns listade i Catalogue of Life.